# Jean Léon
Pour le peintre français, voir Jean Léon (peintre).
Jean Léon est un assistant réalisateur et réalisateur français. 

## Biographie
A l'exception de la réalisation d'un unique long métrage, Aimez-vous les femmes ?, sorti en 1964, l'activité de Jean Léon a été consacrée au travail d'assistant, notamment avec Alain Resnais.

## Filmographie

### Réalisateur
- 1964 : Aimez-vous les femmes ?

### Assistant réalisateur
- 1953 : Virgile de Carlo Rim
- 1955 : Les pépées font la loi de Raoul André
- 1956 : Crime et Châtiment de Georges Lampin
- 1957 : C'est arrivé à 36 chandelles d' Henri Diamant-Berger
- 1958 : Sans famille d'André Michel
- 1959 : Hiroshima mon amour d'Alain Resnais
- 1959 : La Bête à l'affût de Pierre Chenal
- 1959 : La Sentence de Jean Valère
- 1961 : L'Année dernière à Marienbad d'Alain Resnais
- 1962 : Les Amants de Teruel de Raymond Rouleau
- 1963 : Dragées au poivre de Jacques Baratier
- 1963 : Muriel ou le Temps d'un retour d'Alain Resnais
- 1973 : Le Train de Pierre Granier-Deferre
- 1974 : Stavisky d'Alain Resnais
- 1976 : Lumière de Jeanne Moreau
- 1976 : L'Éducation amoureuse de Valentin de Jean L'Hôte
- 1979 : L'Adolescente de Jeanne Moreau
- 1979 : West Indies ou les nègres marrons de la liberté de Med Hondo
- 1980 : Mon oncle d'Amérique d'Alain Resnais
- 1981 : La Puce et le Privé de Roger Kay
- 1983 : La vie est un roman d'Alain Resnais
- 1987 : Les Exploits d'un jeune Don Juan, de Gianfranco Mingozzi